# Wafa (agence de presse)
Pour les articles homonymes, voir Wafa.
 (mai 2024).
Si vous disposez d'ouvrages ou d'articles de référence ou si vous connaissez des sites web de qualité traitant du thème abordé ici, merci de compléter l'article en donnant les références utiles à sa vérifiabilité et en les liant à la section « Notes et références ».
Wafa (acronyme arabe de Wikalat al-Anba’ al-FAlestiny, agence de presse palestinienne), connue aussi sous le nom de Palestine News Agency, a vu le jour en 1972 au Liban pour couvrir initialement en arabe les activités de l'Organisation de libération de la Palestine (OLP) et de son président, Yasser Arafat. À l'été 2005, elle inaugure ses nouveaux locaux à Ramallah en présence de représentants de l'Unesco et du gouvernement italien.
Elle publie des fils en arabe, en anglais, en français et en hébreu (2009). La version en hébreu a été arrêtée en 2016 et a repris en 2022.